# Randi aus Norwegen
Randi aus Norwegen (Originaltitel: Randi bor i Norge) ist der Titel eines Buches der schwedischen Schriftstellerin Astrid Lindgren, mit den Fotos von Anna Riwkin-Brick. 1965 erschien das Buch bei Rabén & Sjögren. Noch im selben Jahr brachte der Oetinger Verlag das Buch auch in Deutschland heraus.

## Inhalt
Randi wohnt in Lofoten. Ihr Vater ist Fischer. Zuhause spielt Randi viel mit ihrer Nachbarin und Freundin Helga. Eines Tages jedoch möchte Randi lieber mit Reidar spielen. Als Helga den beiden nachläuft und fragt, ob sie mitspielen kann, wirft Randi ihr einen Schneeball mitten ins Gesicht und läuft gemeinsam mit Reidar fort. Helga lässt nicht locker und verfolgt die beiden. Alles, was die Kinder jedoch machen, ist sie abermals mit Schneebällen zu bewerfen. Weinend rennt Helga nach Hause. Am Abend hat Randi ein schlechtes Gewissen, weil sie so gemein zu Helga war und diese so traurig gewesen ist. Als sie am nächsten Morgen mit Helga spielen möchte, hat Randi Angst, dass diese sie gar nicht mehr wiedersehen will. Doch Helga will gerne mit Randi spielen und erzählt Randi, dass sie diese wirklich gern hat, obwohl Randi am Tag zuvor gemein zu ihr gewesen ist.

## Hintergrund
Randi aus Norwegen ist das zehnte von insgesamt 15 Büchern aus der Reihe Kinder unserer Erde. Das Buch wurde 1965 erstmals beim schwedischen Verlag Rabén & Sjögren veröffentlicht. Noch im selben Jahr folgte die Veröffentlichung des Buches in Deutschland beim Oetinger Verlag. Außerdem wurde das Buch in viele verschiedene Sprachen übersetzt, darunter auch Englisch. In der amerikanischen Version behält Randi ihren Namen in der britischen Version heißt sie Gerda. Die Geschichte spielt in einem nordnorwegischen Dorf auf den Lofoten.

## Rezeption

### Kritiken
Die Jury des Jugendliteraturpreises  begründet die Nominierung des Buches für den Deutschen Jugendliteraturpreis folgendermaßen: „Dieses Fotobilderbuch erzählt von einem Wintertag auf den Lofoten. Die Männer fahren mit ihren Booten auf Dorschfang, die Kinder vergnügen sich mit dem Schlitten, laufen Ski, zanken und versöhnen sich wieder. Frisch und lebendig werden das Fischerdorf, der Dorschfang und das Spiel der Kinder ins Bild gesetzt, daß die kleinen Betrachter förmlich den Fisch riechen und die Kälte spüren. So wird ein guter Eindruck von der Landschaft und den Menschen auf den Lofoten vermittelt.“

### Nominierungen
Deutscher Jugendliteraturpreis
- 1966: Randi aus Norwegen (Randi bor i Norge): Bilderbuch[5]

## Ausgaben
- Randi bor i Norge, Rabén & Sjögren, 1965, schwedische Ausgabe
- Gerda lives in Norway, The Macmillan Company, 1965, US-amerikanische Ausgabe
- Randi aus Norwegen, Oetinger Verlag, 1965, deutsche Ausgabe, ins Deutsche übersetzt von Margot Franke